# مانامی تاناکا
مانامی تاناکا (انگلیسی: Manami Tanaka؛ زادهٔ ۲۱ نوامبر ۱۹۸۹) صداپیشه اهل ژاپن است. وی از سال ۲۰۱۰ میلادی تاکنون مشغول فعالیت بوده‌است.